# Kilbeggan
Kilbeggan is een plaats in het Ierse graafschap County Westmeath. De plaats telt 997 inwoners.